# Иситнофрет II
Иситнофрет II (егип. 3st nfrt «Прекрасная Исида») — одна из Великих жён фараона Мернептаха из XIX династии, мать фараона Сети II.

## Биография
Предположительно, Иситнофрет II приходилась шестой дочерью фараона Рамсеса II и его супруги Иситнофрет, в честь которой получила своё имя. Иситнофрет II была несколько старше своего супруга, чей брак был заключён ещё в правление Рамсеса II. У Иситнофрет II родилось несколько детей: Сети-Мернептах (будущий фараон Сети II), Мернептах (управляющий делами Обеих земель, военачальник), Хаэмуас (изображён в Карнакском храме), возможно, царевна Иситнофрет (указана в Лейденском судовом папирусе).
Иситнофрет II носила ряд титулов:
- Госпожа Двух земель (nbt-t3wy),
- Великая царица (hmt-niswt-wrt),
- Владычица Верхнего и Нижнего Египта (hnwt-Shm’w -mhw),
- Жена фараона (hmt-nisw).

Упоминания об Иситнофрет II встречаются на следующих объектах периода правления её супруга:
- на статуе Аменхотепа III, узурпированной Мернептахом.
- на стеле визиря Панехси в Гебель-эль-Сильсиле в сцене поклонения Амону-Ра и Птаху[4].
- в галерее Хоремхеба в Гебель-эль-Сильсиле в сцене подношений Амону-Ра и Мут[4].

Неизвестно, когда Иситнофрет II умерла и где похоронена.